# Cadulus attenuatus
Cadulus attenuatus är en blötdjursart som beskrevs av Monterosato 1875. Cadulus attenuatus ingår i släktet Cadulus och familjen Gadilidae. Inga underarter finns listade i Catalogue of Life.